# Alexandru Mironescu
 Alexandru Mironescu  (n. 10 iulie 1903 – d. 20 ianuarie 1973) a fost un om de știință, eseist, filosof, profesor universitar, colecționar de artă român din perioada interbelică, fost deținut politic sub regimul comunist din România.

## Repere biografice
- 1903: Se naște la Tecuci, în 10 iulie, Alexandru, primul dintre cei patru fii ai colonelului Victor Mironescu și ai Elenei Mironescu (n. Budișteanu).
- 1922-26: Alexandru Mironescu urmează cursurile de Fizică și Chimie ale Facultății de Științe a Universității București, obținînd licența, apoi doctoratul în Filosofie.
- 1926-29: Studii științifice aprofundate la Paris. În 1929 susține, la Sorbona, teza „Sur l’action des organomagnésiens sur le furfurol et l’éther pyromucidique” și obține titlul de "Docteur ès Sciences Physiques". Întors în țară, devine asistent universitar la Catedra de Chimie organică a Facultății de Științe de la Universitatea București.
- 1931: se căsătorește, la 15 aprilie, cu Maria Constantin, cu care va avea doi copii: Ileana și Șerban.
- 1934: Îi apare studiul Spiritul științific (ed. a II-a: 1938).
- 1935: Îi apare romanul Oamenii nimănui, prefațat de Panait Istrati. Spre sfîrșitul anului, este ales membru corespondent al Academiei de Științe din România[2].
- 1939: Îi apare romanul Destrămare (menționat de G. Călinescu, doi ani mai tîrziu, în Istoria literaturii române...). Colaborează la Revista Fundațiilor Regale.
- 1941-42: Conferințe pe teme filosofice la Radio București și Fundația Culturală "Regele Carol".
- 1943: Participă, alături de Sandu Tudor, Paul Sterian, Benedict Ghiuș ș. a., la întrunirea spirituală organizată la Cernăuți de Mitropolitul  Tit Simedrea (și considerată astăzi nucleul originar al "Rugului Aprins").
- 1945: Îi apare studiul Limitele cunoașterii științifice.
- 1946: Îi apare monografia Claude Bernard.
- 1947: Îi apare eseul filosofic Certitudine și adevăr.
- 1948: Cel mai bun prieten al său, poetul Sandu Tudor, se călugărește la Mănăstirea Antim, sub numele de Agaton.
- 1949: Este înlăturat, din motive politice, de la Universitate, devenind simplu profesor de liceu. Participă cu regularitate la activitățile grupării spirituale a "Rugului Aprins" și se retrage adesea la Cernica.
- 1958-63: Este arestat, la 14 iulie 1958, împreună cu fiul său, cu Sandu Tudor (devenit între timp ieroschimonahul Daniil de la Rarău) și cu alți membri ai "Rugului Aprins". Sub acuzația de activitate subversivă, este condamnat la 20 de ani de închisoare, din care va face peste 5 ani, fiind eliberat, cu sănătatea zdruncinată, în noiembrie 1963.
- 1964: Încheie romanul Ziduri între vii și volumul de meditații spirituale Floarea de foc, dar nu va mai putea publica nimic până la moarte.
- 1966: Încheie și romanul Serile singurătății, iar în perioada următoare își va definitiva și eseul de teologie al istoriei (Kairós), precum și Poemele filocalice, pe care le considera culminația scrisului său (Ștefan Todirașcu, prieten apropiat, le va însoți cu câteva comentarii încă inedite). Continuă să-și țină Jurnalul și să-și cultive vechile prietenii (Nichifor Crainic, Radu Gyr, Benedict Ghiuș, Petre Manoliu etc.), dar contractând și câteva noi (Ioan Alexandru, Spiru Vergulescu, Andrei Paleolog, ș. a.).
- 1973: Moare de cancer, la 20 ianuarie. Slujba de înmormîntare a fost ținută de Părintele Benedict Ghiuș.

## Lucrări publicate
- Spiritul științific, Editura Casei Școalelor, f. l. Bucureștit, 1934 (ed. a II-a: 1938).
- Oamenii nimănui, roman, cu o prefață de Panait Istratit, București, f. a. 1935.
- Destrămare. Roman, Editura Fundației pentru Literatură și Artă "Regele Carol II", București, 1939.
- Limitele cunoașterii științifice. Contribuția științelor experimentale la problema epistemologică, Editura Fundațiilor Regale, București, 1945 (reed. în 1992 și 1994, la Editura Harisma din București, ediție îngrijită de Rodica Galeriu, cu o prefață de Părintele Galeriu și Ion Andrei Dorobanțu).
- Claude Bernard monografist, Fundația Regele Mihai I, București, 1946.
- Certitudine și adevăr, Editura Casa Școalelor, București, f. a. s1947t (reed. în 1994, la Editura Harisma din București, ediție îngrijită de Rodica Galeriu, cu o prefață de Părintele Galeriu și Ion Andrei Dorobanțu).
- Ziduri între vii. O poveste care nu e un roman, un roman care nu e o poveste, Editura R.A.I., București, 1995.
- Serile singurătății sromant, cu o prefață de Zoe Dumitrescu-Bușulenga, Editura C.B.C., București, 1996.
- Kairós. Eseu despre teologia istoriei, Editura Anastasia, București, 1996.
- Calea inimii. Eseuri în duhul Rugului Aprins, cu un cuvînt înainte de Virgil Cândea, ediție îngrijită de Răzvan Codrescu, Editura Anastasia, București, 1998.
- Docendo discitur. Înveți, învățînd pe alții seseurit, Editura Ex Ponto, Constanța, 1999.
- Poeme filocalice, cu un cuvînt înainte de Î. P. S. Bartolomeu Valeriu Anania, Arhiepiscopul Vadului, Feleacului și Clujului, și cu un cuvînt editorial de P. S. Nifon Mihăiță, Episcopul Sloboziei și Călărașilor, Editura Episcopiei Sloboziei și Călărașilor, 1999.
- Întîlnirea cu Părintele Ioan Kulîghint, în vol. Cuviosul Ioan cel Străin (Din arhiva Rugului Aprins), ed. Gh. Vasilescu, Editura Anastasia, București, 1999, pp. 105–114.
- Floarea de foc (Mărturisiri), cu un cuvînt înainte de Mihai Șora, ed. îngrijită de Lis Karian, Editura Elion, București, 2001.
- Valea lui Iosafat, cu o prefață de Ileana Mironescu, cu "Rîndurile evocatoare" ale lui Mihail Constantineanu și cu desene de Mircea Mironescu și Dragoș Morărescu, Editura Eminescu, București, 2001.
- Ruth. Coborâți la prima? (Teatru), cu o prefață de Valeriu Râpeanu, Editura Elion, București, 2003.

## Crezul lui Alexandru Mironescu
Motto: „Generațiile dinaintea noastră [...] parcă au știut să ducă mai bine barca și, mai tîrziu, au știut să avizeze la soluțiile, omenește vorbind, cele mai realiste, mai onorabile. Noi ne-am descumpănit, pierzînd pînă și simțul conservării. [...] Nu putem izbuti imitînd, maimuțărind Occidentul, chiar dacă investim operația cu atribute superioare. Pe linia aceasta nu vom face decât lucruri de mîna a doua. [...] Rădăcinile și izvorul unei expresii autentice, originale, puternice, majore, universale se află numai în configurația noastră creștină, în fructificarea acestei dimensiuni a Omului din noi. [...] Nu există cultură decît înlăuntrul unei viziuni religioase a lumii". (Alexandru Mironescu)

## Cuvânt la moartea lui Alexandru Mironescu
| “ | Biserica noastră strămoșeasca ține să aducă un cald și îndurerat omagiu de rugăciune și de înaltă stimă pentru Al. Mironescu, la ceasul acesta al plecării lui dintre noi. Omul de stiinta, profesorul fascinant, gînditorul cu vast orizont de cultura, de finete, de informatie, scriitorul consacrat carea a fost Al. Mironescu a fost totodata si un profund credincios, un credincios practicant si un marturisitor puternic si întotdeauna substantial al credintei noastre. Si a fost un paradox al vieti lui ca acest gînditor vesnic atît de independent, atît de nou si de imprevizibil, a tinut dinadins în materie de credinta sa se stie, necontenit, pe cele mai exacte, pe cele mai autentice, pe cele mai riguroase pozitii ale credintei dintotdeauna. Alexandru Mironescu a iubit credinta autentica, a cunoscut-o, a trait-o si a marturisit-o fără emfaza, dimpotriva "cu simplitate si cu normalitate" cum îi placea lui sa spuna, asa cum vorbim despre lucrurile dragi si de maxima seriozitate ale vietii noastre de oameni. Nu mai spunem ca Al. Mironescu era si un ecumenist lucid si convins. Despre toata credinta aceasta a lui vor marturisi, la vremea lor, manuscrisele ramase de la el. Credinta aceasta îl facea sa spuna ca omul e ca un Dumnezeu, creat în mijlocul lumii, un transfigurator si deschizator de drum, catre Deplina Plenitudine a Vietii. Credinta lui iarasi îl sfatuia sa faca apel la serviciile Bisericii, de-atîtea ori în viata lui si mai ales de-a lungul cancerului acesta cumplit, suferinta care s-a încheiat totusi atît de lin. Si tot credinta lui de asemenea era aceea care dadea cuvintelor lui din ultimul timp aceste acente de Socrate crestin cînd spunea: „Cînd va veni sfîrsitul, eu nu voi disparea. Voi avea alte relatii cu voi, cu copiii, cu lucrurile acestea, cu oamenii, dar nu voi disparea, voi dainui.” Pentru el, ca pentru toti crestinii, moartea nu e o stingere în nefinta, moartea e o nastere pentru o alta ordine de existenta, pentru viata în toata pelnitudinea ei, unde dreptii stralucesc ca soarele, dupa cuvîntul Mîntuitorului. Din aceasta perspectiva, în numele Sfintei noastre Biserici, rugam pe tatal nostru sa dea putere familiei sa faca fata crestineste unui ceas greu. Personal, multumesc bunului Dumnezeu ca mi-a fost dat sa cunosc în viata mea un om de o esenta atît de rara pe suprafata pamîntului ca el! Cei ce l-am pretuit sa ne rugam pentru el, Dumnezeu sa îl ierte si sa-l odihneasca în lumea dreptilor. | ” |

 (Arhimandrit Benedict Ghiuș,2 ianuarie 1973)